# Río Słupia
El río Słupia o Stolpe es un río costero del noroeste de  Polonia, de 138,6 km de longitud y que drena una superficie de 1.623 km². El Słupia desemboca en el mar Báltico. Las principales ciudades por las que pasa son Słupsk y Ustka.